# Univision Canada
Univision Canadá, anteriormente Tele Latino en Español (TLN en Español o TLÑ), es un canal de televisión por suscripción íntegramente en español hecho en Canadá, que se emite desde 1986 a través de televisión por suscripción. TLN en Español transmite una variedad de programas que van desde noticias, telenovelas, programas de entrevistas, deportes, etc.
Tlñ es un canal que pertenece a Tln Network, cuyo presidente es Aldo Di Felice, a su vez un consorcio principalmente propiedad de Corus Entertainment. A través de TLN Telelatino se ha estado emitiendo televisión en inglés, francés e italiano desde 1984, llegando a 10 millones de canadienses con una programación de enfoque latino.
El logo del canal utilizaba el TLN en forma estilizada, usando la letra ñ para significar su programación totalmente en español (al igual que CNN en Español) y distinguirlo de su canal hermano de la que le da nombre, TLN.

## Historia

Logo original

En septiembre de 2006, Red Telelatino recibió la aprobación de la Comisión de radiodifusión y telecomunicaciones (CRTC) para lanzar un canal de televisión llamado Entretenimiento Hispano TV 1, descrito como un grupo nacional, étnico de Categoría 2, servicio de programación especial dedicada a la comunidad de habla hispana con un énfasis especial en la programación de interés para el público femenino y juvenil.
El canal se lanzó el 23 de octubre de 2007 como TLN en Español.

## Programación
TLN en Español obtiene la mayoría de su programación extranjera a partir de dos fuentes principales: Univision, el canal más popular en español de la televisión en Estados Unidos, y Galavisión, la estación hermana de Univisión.
- Sábado Gigante
- Al Día
- Don Francisco Presenta
- El Gordo y la Flaca
- Calando A
- Nuestro Mundo
- El Show de George López
- Cine del Domingo
- Locos y Sueltos